# Waleri Abissalowitsch Gergijew

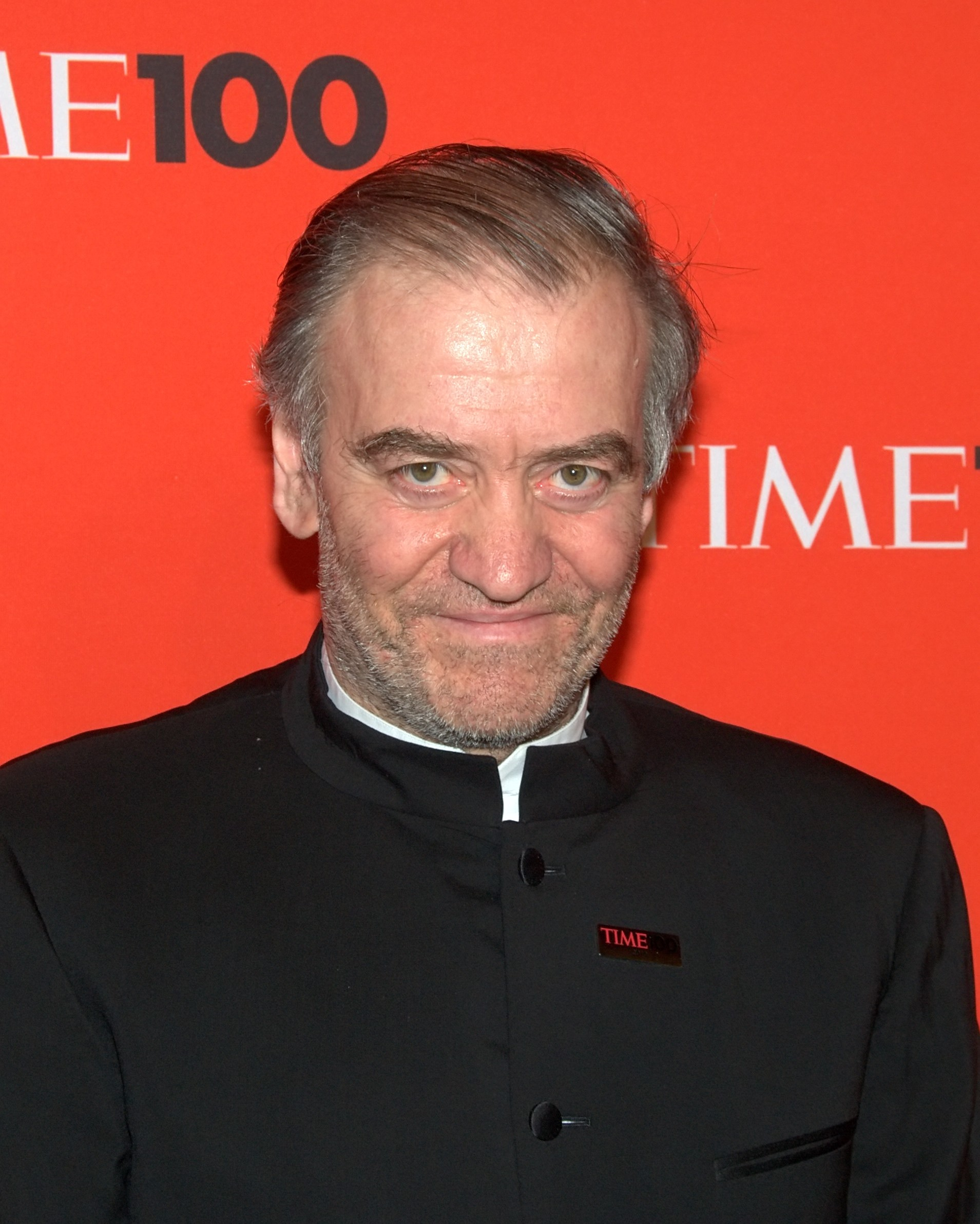
Waleri Gergijew (2010)

Waleri Abissalowitsch Gergijew (russisch Валерий Абисалович Гергиев, wiss. Transliteration Valerij Abisalovič Gergiev, Betonung: Waléri Abissálowitsch Gérgijew, ossetisch Гергиты Абисалы фырт Валери, Gergity Abisaly fyrt Waleri; auch bekannt als Valery Gergiev; * 2. Mai 1953 in Moskau, Sowjetunion) ist ein russischer, ehemals sowjetischer Dirigent und Intendant. Er gilt als enger Freund, „offizieller Vertrauter“ und finanzieller Nutznießer des russischen Präsidenten Putin. Seit dem Beginn des russischen Angriffskrieges in der Ukraine distanzieren sich viele europäische Kulturinstitutionen von ihm.

## Leben
Waleri Gergijew stammt aus einer ossetischen Familie aus der Nordossetischen Autonomen Sozialistischen Sowjetrepublik, der heutigen Kaukasus-Republik Nordossetien-Alanien. Er wuchs im Kaukasus auf und erhielt erste Klavierstunden in Ordschonikidse. Als begabter Jugendlicher absolvierte er bei Ilja Mussin ein Dirigenten-Studium am Rimski-Korsakow-Konservatorium in Leningrad. Er gewann als Student des Konservatoriums 1977 den Herbert-von-Karajan-Dirigentenwettbewerb in Berlin.

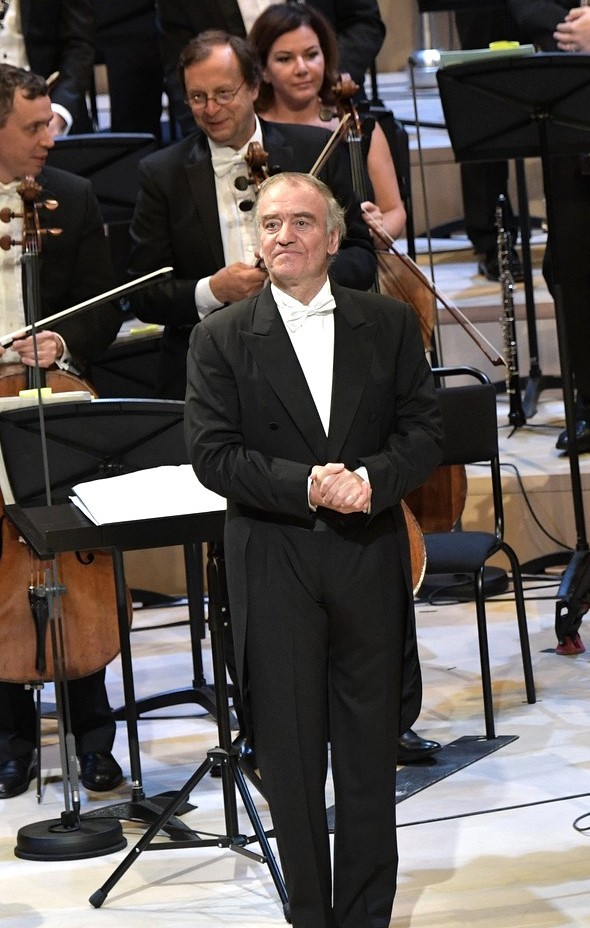
Gergijew im Moskauer Konzertsaal Sarjadje (2018)

Seit 1977 arbeitete er als Dirigent am Kirow-Theater in Leningrad. Von 1981 bis 1985 leitete er das Armenische Staatsorchester, 1988 wurde er Künstlerischer Leiter der Kirow-Oper. Seit 1996 ist er Intendant des Mariinski-Theaters.
Unter seiner Intendanz entstanden Kontakte zu führenden Opernhäusern der Welt, und das Mariinski-Theater wurde zu einem renommierten Vertreter der russischen Kultur. Gergijews Arbeit konzentrierte sich vor allem auf die Werbung für russische Opern im Ausland. Seine internationalen Erfolge begannen 1989 beim Schleswig-Holstein Musik Festival und mit dem Rotterdamer Philharmonischen Orchester, dessen Chefdirigent er 1995 wurde. Ab 1997 dirigierte er regelmäßig an der Metropolitan Opera in New York. Er gründete Festivals in Finnland, Rotterdam und St. Petersburg.
Mit dem Ensemble des Mariinski-Theaters gastierte er bei großen Festivals, wie 2004 bei den Salzburger Festspielen oder ab 2003 im Festspielhaus Baden-Baden, wo er Richard Wagners Der Ring des Nibelungen aufführte. Im Oktober 2008 gastierte er mit dem Mariinski-Ensemble im Konzerthaus Dortmund, unter anderem mit einer konzertanten Aufführung der Oper Turandot von Puccini. In der Saison 2021/2022 leitet er unter anderem Aufführungen von Modest Mussorgskis politischer Oper Chowanschtschina, Hector Berlioz’ Roméo et Juliette sowie Richard Strauss’ expressiver Literaturoper Salome.
Von 2007 bis 2015 war Gergijew Chefdirigent des London Symphony Orchestra.
Im Herbst 2013 gründete Gergijew zusammen mit der Musikwissenschaftlerin Tatjana Rexroth die Russisch-Deutsche Musikakademie, die den Austausch zwischen Nachwuchstalenten beider Länder intensivieren soll. 2014 fand unter seiner Leitung der erste Auftritt der Akademie mit jungen Musikern des Mariinski-Theaters St. Petersburg, der Universität der Künste Berlin und der Hochschule für Musik „Hanns Eisler“ Berlin in St. Petersburg statt.
Durch seine Tätigkeit hat Gergijew russische Opern und auch Protagonisten seines Theaters wie die Sopranistin Anna Netrebko, mit der er 2006 auf der Bühne des Mariinski-Theaters ihre CD The Russian Album einspielte, einem internationalen Publikum näher gebracht.
Im Januar 2013 wählte der Münchner Stadtrat Gergijew zum Nachfolger von Lorin Maazel als Chefdirigent der Münchner Philharmoniker. Er trat dieses Amt am 17. September 2015 an. Am 25. Juli 2019 feierte er sein Debüt bei den Bayreuther Festspielen in der Neuinszenierung des Tannhäusers durch Tobias Kratzer. Sein Vertrag in München wurde im Jahr 2018 bis 2025 verlängert, am 1. März 2022 jedoch vorzeitig gekündigt, da Gergijew sich weigerte, sich von Russlands Einmarsch in die Ukraine zu distanzieren.
Laut Aussage deutscher Medien bot der russische Staatspräsident Wladimir Putin Gergijew zusätzlich zur Leitung des St. Petersburger Mariinski-Theaters auch die Leitung des Moskauer Bolschoi-Theaters an. Anfang Dezember 2023 wurde er zum Generaldirektor des Bolschoi-Theaters ernannt.
Im Juli 2025 dirigierte er am Moskauer Bolschoi-Theater eine Neuinszenierung von Prokofjews Bürgerkriegsoper Semjon Kotko, in der durch Texteinblendungen der Angriff auf die Ukraine gerechtfertigt wurde. Die emigrierte russische Journalistin Natalja Kisseljowa nannte die Aufführung eine Vergewaltigung von Hochkultur durch Propaganda.

## Putin-Nähe und Kritik

### Parteinahme im Kaukasuskrieg (2008)

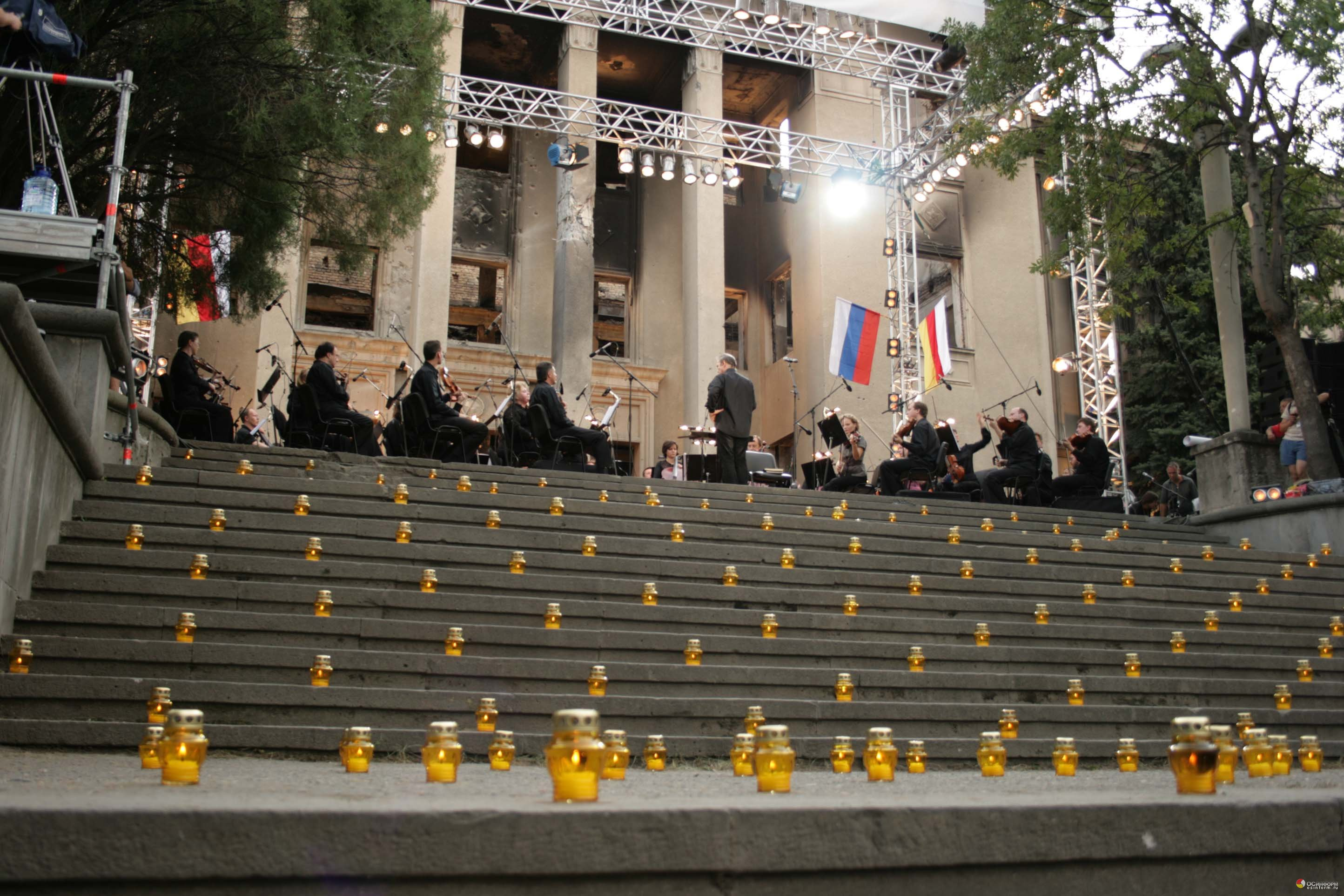
Waleri Gergijew in Zchinwali (2008)

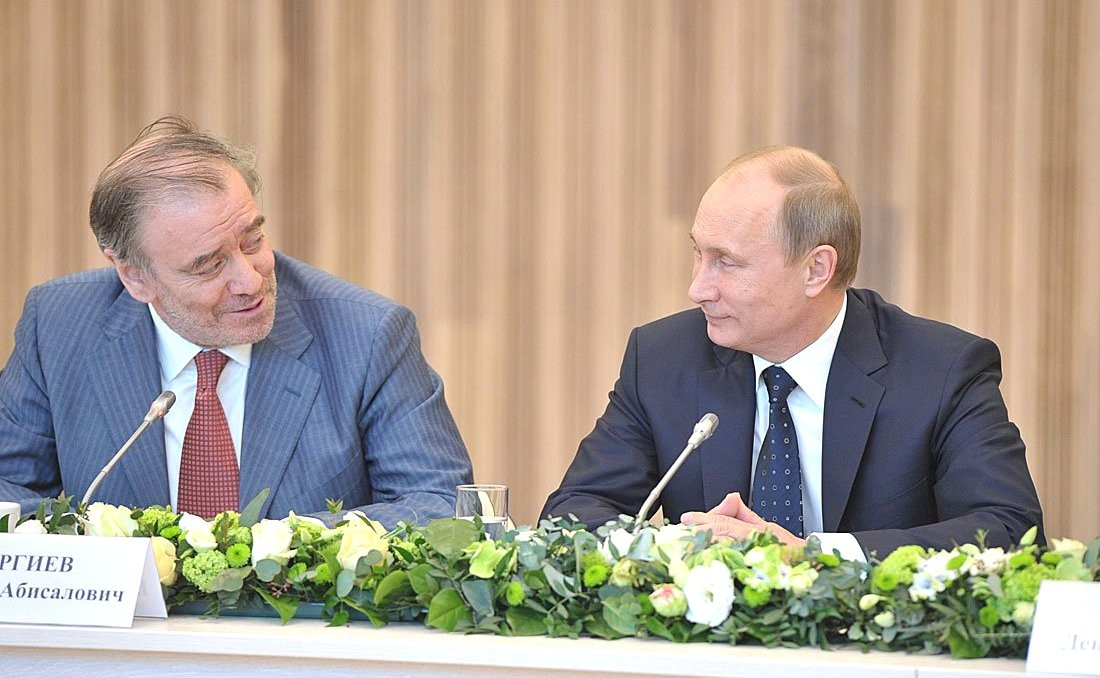
Waleri Gergijew und Wladimir Putin (2013)

Im Kaukasuskrieg zwischen Russland und Georgien ergriff Gergijew Partei für Russland. Als die russische Armee Südossetien besetzte, dirigierte Gergijew, der selbst Ossete ist, am 21. August 2008 in den Ruinen der Stadt Zchinwali Schostakowitschs Leningrader Symphonie, die im Herbst 1941 im belagerten Leningrad komponiert wurde. „Wir sind hier, damit die Welt die Wahrheit erfährt. Wir sind verpflichtet, jener zu gedenken, die durch die georgische Aggression eines tragischen Todes gestorben sind“, sagte Gergijew anlässlich dieses Gedenkkonzertes.

### Wahlwerbung für Putin (2012)
2012, vor der Präsidentschaftswahl am 4. März 2012, erschien im russischen Fernsehen Gergijews Werbeclip für die Wiederwahl Wladimir Putins. Über seinen Freund Putin sagte Gergijew in einem 3sat-Interview: „Das Wort ‚Demokrat‘ ist heute weit gefasst. Wenn Sie Putin mit Jelzin vergleichen, ist er ein wirklicher Demokrat […] Ein anderer Freund von mir, Michail Gorbatschow […] wollte zu schnell zu viele Veränderungen wie die komplette Freiheit.“

### Befürwortung der Annexion der Krim (2014)
Am 11. März 2014 unterzeichnete Gergijew den offenen Brief von russischen Kulturschaffenden, in dem die Annexion der Krim befürwortet wird. In dem Brief werden die „gemeinsame Geschichte“ und „die gemeinsamen Wurzeln, unserer Kultur und ihrer geistigen Ursprünge, unserer Grundwerte“ und „Sprache“ als verbindendes Element beider Staaten hervorgehoben und der Wunsch nach einer „stabilen Zukunft“ ausgesprochen. Die Unterzeichner des Briefes wurden von russischen und ukrainischen Künstlern stark kritisiert. Das Kultusministerium der Ukraine erstellte daraufhin eine „schwarze Liste“, auf der die Künstler genannt sind, die durch die Unterstützung von Putins Position als Gefahr für die „nationale Sicherheit“ der Ukraine eingestuft werden. Gergijew wurde auch in Deutschland für seine Unterschrift heftig kritisiert, und seine vertraglich bereits bestehende Position als Chefdirigent der Münchner Philharmoniker schien gefährdet. Gergijew reagierte auf die Kritik mit einem offenen Brief.

### Aufkündigung von Engagements nach dem russischen Überfall auf die Ukraine (2022)
Da sich Gergijew nicht vom russischen Überfall auf die Ukraine 2022 distanzierte, trennten sich seit Februar 2022 zahlreiche europäische Häuser von ihm. Münchens Oberbürgermeister Dieter Reiter forderte Gergijew am 25. Februar 2022 auf, sich bis zum Ablauf des 28. Februar eindeutig zu distanzieren, ansonsten drohe ihm als Chefdirigenten der Münchner Philharmoniker die Kündigung. Reiter verwies dabei auf die Städtepartnerschaft von München und Kiew. Am 1. März 2022 erklärte Reiter, dass man sich mit sofortiger Wirkung von Gergijew getrennt habe und es somit keine Konzerte des städtischen Orchesters unter seiner Leitung mehr geben werde.
Auch das Festspielhaus Baden-Baden forderte Gergijew zu einer klaren Stellungnahme gegen den Krieg auf. Da daraufhin keine Reaktion erfolgte, stellt das Festspielhaus am 1. März die Zusammenarbeit mit Waleri Gergijew bis auf weiteres ein. Am 25. Februar 2022 kündigte das Rotterdams Philharmonisch Orkest an, die vereinbarten Konzerte mit Gergijew zu streichen. Außerdem wurde das Gergiev Festival in Rotterdam im September 2022 abgesagt. Am 27. Februar 2022 verkündete sein bisheriger Manager Marcus Felsner, Gergijew nicht mehr zu vertreten. Einen Tag später entschieden die Verantwortlichen des Lucerne Festivals, die beiden Konzerte am 21. und 22. August 2022, welche Gergijew hätte dirigieren sollen, abzusagen. Gergijew trat als Musikdirektor des Verbier Festival Orchesters zurück, nachdem das Verbier Festival ihn dazu aufgefordert hatte. Die Mailänder Scala strich ihn als Dirigenten eines für den 5. März 2022 dort angesetzten Konzertes, die Bayerische Staatsoper von Vorstellungen im Rahmen der Münchner Opernfestspiele im Juli 2022.
Gergijews ehemaliger Manager Marcus Felsner erklärte Gergijews Weigerung, sich von dem russischen Überfall zu distanzieren, mit der Sorge um seine Stellung am Sankt Petersburger Mariinski-Theater.
Am 20. April 2022 berichteten Die Zeit, die FAZ sowie andere Medien in speziellen Artikeln über den Dokumentarfilm Alexei Nawalnys Дирижёр путинской войны (deutsch: Der Dirigent von Putins Krieg), in dem anhand von verfügbaren Dokumenten Gergijews Vermögenssituation beschrieben wird, insbesondere sein Erwerb und Erhalt von hochwertigen Immobilien in Manhattan (New York City), Rimini und Venedig (Italien), darunter der Palazzo Barbarigo in Venedig und eine Halbinsel in Massa Lubrense am Golf von Neapel, sowie in St. Petersburg und Moskau (Russland), darunter ein eigener Konzertsaal in Repino; außerdem Gergijews Umgang mit und seine finanzielle Ausnutzung von seiner nach ihm benannten Stiftung. Die FAZ warf in ihrem Artikel Gergijew Finanzmissbrauch vor. Gergijew hatte 2015 ein Viertel des Vermögens von der Mäzenin Yoko Nagae Ceschina geerbt, die selbst 1982 rund 190 Millionen Euro von ihrem Ehemann geerbt hatte.
Mitte Juli 2025 bekam der westeuropäische Boykott Gergijews erste Risse, nachdem bekannt wurde, dass Gergijew am 27. Juli 2025 eine Aufführung auf dem Un’Estate da RE-Festival in Caserta dirigieren sollte. Mit dabei waren auch Solisten des Orchesters des Mariinski-Theaters Sankt Petersburg. Der politisch links stehende Präsident der Region Kampanien Vincenzo De Luca verteidigte die Einladung Gergijews. Kultur dürfe nicht „durch Politik und politische Logik beeinflusst“ werden. Künstler sollten nicht nach ihrer politischen Haltung befragt werden. Nachdem es in Caserta und anderen Städten zu - vom Team um Alexej Nawalnys Witwe Julija Nawalnaja organisierten - Protesten gekommen war und Stimmen aus dem italienischen Kulturministerium und der EU sich ebenfalls empört geäußert hatten, sagte die Direktion des Königspalastes Caserta das Konzert ab.

## Filme
- Valery Gergiev. Macher und Magier. Deutschland/3sat 2015, 40 min. Buch und Regie: Reinhold Jaretzky, Produktion: Zauberbergfilm Berlin.
- Дирижёр путинской войны (deutsch: Der Dirigent von Putins Krieg), 48 min. Dokumentarfilm (2022) von Alexei Anatoljewitsch Nawalny[47] über Gergievs Vermögen und Immobilien sowie dessen Veruntreuung von Stiftungsvermögen und Putin-Nähe.

## Preise und Auszeichnungen
- 1993: Staatspreis der Russischen Föderation
- 1995/96: Premio Abbiati
- 1996: Volkskünstler Russlands
- 2000: Orden des Heiligen Mesrop Maschtoz (Armenien)
- 2001: Großes Kreuz des Verdienstordens der Bundesrepublik Deutschlands
- 2001: Großoffizier des Verdienstordens der Italienischen Republik
- 2003: Verdienstorden für das Vaterland, III. Klasse
- 2005: Ritter des Ordens vom Niederländischen Löwen[49]
- 2005: Orden der Aufgehenden Sonne (Japan)[50]
- 2006: Komtur des Ordens des Löwen von Finnland
- 2006: Polar Music Prize
- 2006: Herbert-von-Karajan-Musikpreis
- 2010: Festspielpreis der Dresdner Musikfestspiele für sein Engagement für den künstlerischen Nachwuchs.
- 2013: Held der Arbeit der Russischen Föderation
- 2013: Echo Klassik für die Operneinspielung des Jahres (Oper des 19. Jahrhunderts) für Wagners Die Walküre
- 2014: Bei der Olympiaeröffnungsfeier in Sotschi trug er als einer von acht Trägern am 7. Februar 2014 die olympische Fahne
- 2017: Orden der Heiligen Kyrill und Methodius (Bulgarien)[51]
- 2019: Großoffizier des Ordens des Sterns von Italien